# Автошлях Т 1303
Автошля́х Т 1303 — автомобільний шлях територіального значення в Луганській області. Проходить територією Лутугинського та Антрацитівського районів через Успенку — Антрацит. Загальна довжина — 32,8 км.
Має неофіційну назву Бахмутка. Вона є найбільшою транспортною артерією частини Луганської області, обмеженої річками Сіверський Донець та Луганка.

## Маршрут
Автошлях проходить через такі населені пункти:
| Автошлях Т 1303            |        |
| Луганська область          |        |
| Лутугинський район         |        |
| Успенка                    | Н21    |
| Антрацитівський район      |        |
| Червона Поляна             |        |
| Ковпакове                  |        |
| Антрацитівська міська рада |        |
| Щотове                     |        |
| Антрацит                   | E50М03 |